# Nyctiprogne leucopyga
Nyctiprogne leucopyga е вид птица от семейство Caprimulgidae. Видът е незастрашен от изчезване.

## Разпространение
Разпространен е в Боливия, Бразилия, Колумбия, Еквадор, Френска Гвиана, Гвиана, Парагвай, Перу и Венецуела.